# Kepler-42 b
Kepler-42 b (KOI-961 b или KOI-961.01) — экзопланета, миниземля, находящаяся в системе Kepler-42 (созвездие Лебедь). Открыта телескопом Кеплер в 2012 году. Первая по величине в системе — 0,009 массы Юпитера. Один год на Kepler-42 b занимает чуть больше земного дня. Температура на поверхности — 519 ± 52 Кельвинов.

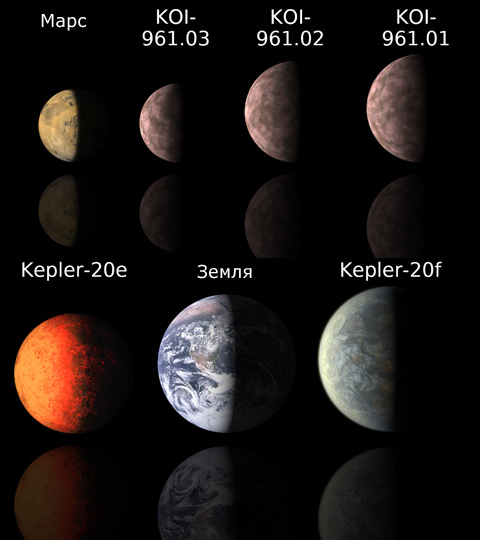
Сравнительные размеры экзопланет системы KOI-961 с Землёй и Марсом